# マルクス主義関係の記事一覧
マルクス主義関係の記事一覧（マルクスしゅぎかんけいのきじいちらん）

## 思想
- マルクス主義 - マルクス経済学 - 政治的マルクス主義 - マルクス主義批判
- 共産主義（左翼共産主義） - 共産主義革命・階級闘争・ 過渡期社会（プロレタリア独裁） - 構造改革
- 社会主義（空想的社会主義・社会民主主義）
- ソビエト - ソ連型社会主義 - マルクス・レーニン主義 - スターリニズム・反スターリン主義- 永続革命論・トロツキズム - 毛沢東思想・主体思想
- 帝国主義・反帝平和主義
- 唯物論 - 唯物史観 - 唯物弁証法 - 弁証法 - 止揚
- 資本主義
- アナキズム - アナルコサンディカリスム - 法の死滅 - 法の支配
- ポストモダン
- 世界システム論
- 批判理論
- 価値 - 剰余価値
- イデオロギー
- 疎外 - 物象化 - 物神崇拝 - フェティシズム
- 構造主義
- 社会ファシズム論・反ファシズム統一戦線 - 人民戦線

## 歴史的事件
- パリ・コミューン（1871年3月28日 - 1871年5月20日）
- 血の日曜日事件（1905年1月22日）
- 幸徳事件（大逆事件）（1910年11月）
- 第一次世界大戦（1914年7月28日 - 1920年1月10日）
- ロシア革命（二月革命1917年3月8日 - 1917年3月15日 十月革命1917年11月7日）
- ロシア内戦（1917年11月 - 1920年11月）
- シベリア出兵（1918年 - 1925年）
- 大粛清（1937年 - 1938年）
- スペイン内戦（1936年7月 - 1939年4月1日）
- 人民戦線事件（1937年12月15日）
- 第二次世界大戦（1939年9月1日 - 1945年8月15日）
- 冷戦（1945年 - 1989年12月3日）
- 朝鮮戦争（1950年6月25日 - 1953年7月27日）
- キューバ革命（1953年7月26日 - 1959年1月1日）
- スターリン批判（1956年2月25日）
- ハンガリー動乱（1956年10月23日 - 1957年）
- ベトナム戦争（1960年 - 1975年4月30日）
- ベルリンの壁（1961年8月13日 - 1989年11月9日）
- キューバ危機（1962年10月15日 - 1962年10月28日）
- 文化大革命（1965年11月10日 - 1977年8月）
- プラハの春（1968年1月5日 - 1969年4月）
- 五月革命（1968年5月21日）
- あさま山荘事件（1972年2月19日 - 1972年2月28日）
- ペレストロイカ（1985年 - 1991年）
- 東欧革命（1989年）

## 人名
- トマス・モア
- ゲオルク・ヴィルヘルム・フリードリヒ・ヘーゲル
- ルートヴィヒ・アンドレアス・フォイエルバッハ
- ブルーノ・バウアー
- マックス・シュティルナー
- エンヴェル・ホッジャ
- ラミズ・アリア
- デヴィッド・リカード
- バールーフ・デ・スピノザ
- フランソワ・ノエル・バブーフ
- ルイ・オーギュスト・ブランキ
- カール・マルクス
- フリードリヒ・エンゲルス
- ミハイル・バクーニン
- モーゼス・ヘス
- フェルディナント・ラッサール
- アウグスト・ベーベル
- エドゥアルト・ベルンシュタイン
- フランツ・メーリング
- ゲオルギー・プレハーノフ
- ジャン・ジョレス
- アレクサンドル・パルヴス
- マックス・ベア
- ウラジーミル・レーニン
- ユーリー・マルトフ
- レフ・トロツキー
- アンジェリカ・バラバーノフ
- グリゴリー・ジノヴィエフ
- レフ・カーメネフ
- ニコライ・ブハーリン
- カール・カウツキー
- カール・リープクネヒト
- ローザ・ルクセンブルク
- エドゥアルト・フックス
- ヨシフ・スターリン
- ニコライ・ブハーリン
- ジョルジュ・ソレル
- アントニオ・ラブリオーラ
- アントニオ・グラムシ
- パルミーロ・トリアッティ
- カール・コルシュ
- ジョン・リード
- ベルトルト・ブレヒト
- テオドール・アドルノ
- ヘルベルト・マルクーゼ
- マックス・ホルクハイマー
- ヴァルター・ベンヤミン
- エーリヒ・フロム
- ユルゲン・ハーバーマス
- ヴィルヘルム・ライヒ
- ルカーチ・ジェルジ
- ジャン＝ポール・サルトル
- ルイ・アルチュセール
- エティエンヌ・バリバール
- ジャック・ランシエール
- アラン・バディウ
- ジル・ドゥルーズ
- アントニオ・ネグリ
- ジャン＝フランソワ・リオタール
- ジャック・デリダ
- イマニュエル・ウォーラステイン
- ホー・チ・ミン
- ポル・ポト
- ニキータ・フルシチョフ
- アレクサンデル・ドゥプチェク
- フィデル・カストロ
- チェ・ゲバラ
- ヨシップ・ブロズ・チトー
- スラヴォイ・ジジェク
- フレドリック・ジェイムソン
- ミハイル・ゴルバチョフ
- ニコラエ・チャウシェスク
- テリー・イーグルトン
- アラン・ソーネット
- 陳独秀
- 彭述之
- 毛沢東
- 周恩来
- 金日成
- 金正日
- 黄長燁
- 片山潜
- 幸徳秋水
- 堺利彦
- 荒畑寒村
- 山川均
- 猪俣津南雄
- 向坂逸郎
- 高畠素之
- 近藤真柄
- 宮本顕治
- 不破哲三
- 宇野弘蔵
- 廣松渉
- 本多延嘉
- 長谷川英憲
- 黒田寛一
- 尾崎秀実
- 今村仁司
- 柄谷行人
- 青木雄二

## 党派・組織
- 第一インターナショナル
- 第二インターナショナル
- 第四インターナショナル
- 人民戦線
- ロシア社会民主労働党
- 社会革命党
- メンシェヴィキ
- ボリシェヴィキ
- スパルタクス団
- コミンテルン
- コミンフォルム
- ソビエト連邦共産党
- ロシア連邦共産党
- ドイツ共産党
- ドイツ社会主義統一党
- ドイツ赤軍
- ユーゴスラビア共産主義者同盟
- ベラルーシ共産党 (KPB)
- ウクライナ共産党
- アルバニア労働党
- ルーマニア共産党
- ハンガリー共産党
- イタリア共産党
- アイルランド共産党
- アメリカ共産党
- アメリカ社会党
- 社会主義労働者党 (アメリカ合衆国)
- 紅衛党
- ブラックパンサー党
- 黒人解放軍
- インド共産党
- インド共産党マルクス主義派
- バングラデシュ労働者党
- パレスチナ解放人民戦線
- パレスチナ解放人民戦線総司令部
- アフガニスタン人民民主党
- イラク共産党
- イスラエル共産党
- モンゴル人民党
- インドネシア共産党
- カンボジア共産党
- 台湾共産党
- 中国共産党
- 朝鮮共産党
- 南朝鮮労働党
- 北朝鮮労働党
- 朝鮮労働党
- 労働農民党
- 日本共産党
- 講座派
- 日本民主青年同盟
- 共産主義者同盟（ブント）
- 共産主義者同盟赤軍派
- 日本赤軍
- 連合赤軍
- 革命的共産主義者同盟全国委員会
- 日本革命的共産主義者同盟革命的マルクス主義派
- 解放社
- 日本トロッキスト聯盟
- 日本革命的共産主義者同盟 (第四インターナショナル日本支部)
- マルクス主義学生同盟
- 日本社会党
- 労農派
- 社会主義協会
- 革命的労働者協会（社会党社青同解放派）
- 革命的労働者協会（解放派）
- 全日本学生自治会総連合
- 全学共闘会議（全共闘）
- 平民社
- 青年ヘーゲル派
- フランクフルト学派
- 法政大学大原社会問題研究所
- 共産党・労働党国際会議

## 国家
- ソビエト社会主義共和国連邦
- 中華人民共和国
- 朝鮮民主主義人民共和国
- ベトナム社会主義共和国
- キューバ共和国
- ラオス人民民主共和国
- 民主カンボジア
- ドイツ民主共和国
- アルバニア人民共和国
- ユーゴスラビア社会主義連邦共和国

## 文書
- ドイツ・イデオロギー
- 共産党宣言
- 経済学批判要綱
- 経済学批判
- 資本論

## 労働
- 労働者 -  労働運動 - 労働組合 - 国鉄労働組合
- 労働基本権（労働三法）
- 世界産業労働組合 (IWW)
- ロバート・オウエン
- 国際労働組合総連合（ITUC）

## その他
- インターナショナル
- ソビエト連邦国歌
- 戦艦ポチョムキン
- レッズ
- 市民社会
- ノーメンクラトゥーラ
- 労働貴族
- 共産貴族
- 非同盟
- 統制社会 - 計画経済